# Die Giftspritze
Die Giftspritze (Originaltitel: The Anniversary) ist eine schwarze Komödie von Roy Ward Baker aus dem Jahr 1968. Der Film basiert auf dem Bühnenstück The Anniversary von Bill MacIlwraith von 1966.

## Handlung
Wie in jedem Jahr kommen Henry, Terry und Tom, die Söhne der verwitweten und einäugigen Mrs. Taggart, zusammen, um mit ihr ihren Hochzeitstag zu feiern. Doch in diesem Jahr verläuft alles anders als geplant. So möchte Terry mit seiner Frau Sheila und seinen fünf Kindern nach Kanada auswandern, Terry war es auch, der seiner Mutter im Kindesalter mit einem Luftgewehr ihr Auge ausschoss. Außerdem möchte der jüngste Sohn Tom seiner Mutter seine schwangere Freundin Shirley vorstellen. Schließlich werden Henrys transgeschlechtliche bzw. transvestite Neigungen offengelegt, nachdem Shirley ihn dabei erwischt, wie er ihre Unterwäsche anprobiert. Mrs. Taggart schmiedet letztlich einen Plan, wodurch sie ihre Sprösslinge wieder zur Ordnung ruft.

## Hintergrund
Produzent Jimmy Sangster besetzte einige Rollen nach dem Original-Ensemble vom Londoner Theater (Sheila Hancock, Jack Hedley, James Cossins). Für die Hauptrolle verpflichtete man mit Bette Davis einen Weltstar.
Ursprünglich war Alvin Rakoff als Regisseur vorgesehen gewesen, doch nach einigen Drehtagen verlangte Davis nach einem neuen Regisseur. Davis sagte später zu ihrer Biografin Charlotte Chandler: „Ich habe Hauptrollen in 67 Filmen gespielt und ich musste nie für die Kamera arbeiten. Die Kamera hat immer für mich gearbeitet. Ich kann nicht für die Kamera arbeiten. Die Kamera arbeitet für mich.“ Der restliche Cast hatte keinerlei Probleme mit Rakoff gehabt, sodass Davis bei ihnen anschließend in Missgunst verfiel. Die bereits unter Rakoff gedrehten Szenen, mussten noch einmal gedreht werden. Ebenfalls wollte Davis Sheila Hancock durch Jill Bennett ersetzen, diese war jedoch verhindert.
Der Film wurde in den Elstree Studios in Hertfordshire gedreht.

## Kritiken
„Eine bitterböse schwarze Komödie, die, getragen von einer großartigen Hauptdarstellerin, durchaus intelligente Unterhaltung bietet, ein wenig jedoch unter der theatralischen Vorlage leidet.“

„Leinwand-Diva Bette Davis (1908–1989) sprüht in dieser Adaption eines Bühnenstücks förmlich vor Bosheit. […] Eine tolle Bühne für Mrs. Davis' schwarzen Humor.“